# 山口県立田布施農工高等学校
山口県立田布施農工高等学校（やまぐちけんりつたぶせのうこうこうとうがっこう）は、山口県熊毛郡田布施町に所在する公立の農工高等学校。平成22年4月、田布施農業高校と田布施工業高校が統合して開校した。

## 設置学科
- 全日制
  - 生物生産科
  - 食品科学科
  - 都市緑地科(旧:環境土木科)
  - 機械制御科

## 沿革
田布施農業学校
- 1935年（昭和10年）4月 - 山口県立田布施農業学校として開校[1]
- 1944年（昭和19年）4月 - 農業土木科を設置

田布施農業高等学校
- 1948年（昭和23年）4月 - 学制改革により山口県立田布施農業高等学校に改称、全日制、定時制、男女共学制となる。
  - 5月 - 熊毛郡熊毛町八代に定時制八代分校を開校
  - 6月 - 熊毛郡上関村に定時制上関分校を開校
- 1950年（昭和25年）4月 - 家庭科を設置
- 1951年（昭和26年）3月 - 上関分校を熊毛南高校に移管
- 1956年（昭和31年）4月 - 醸造科を設置
- 1961年（昭和36年）4月 - 大島郡大島町小松に大島分校を設置開校（全日制園芸科）
- 1962年（昭和37年）4月 - 醸造科・家庭科の募集を停止し、農芸化学科・生活科を設置、大島分校に生活科を設置
- 1971年（昭和46年）3月 - 八代分校を廃止
- 1994年（平成6年）4月 - 農業科・農芸化学科・生活科の募集を停止し、生物生産科・食品科学科・生活科学科を設置、大島分校の生活科の募集を停止し、生活科学科を設置
- 1997年（平成9年）4月 - 大島分校の園芸科・生活科学科の募集を停止し、園芸生活科を設置
- 1999年（平成11年）4月 - 農業土木科・生活科学科の募集を停止し、環境土木科を設置
- 2010年（平成22年）3月 - 大島分校を廃止

田布施工業高等学校
- 1962年（昭和37年）4月 - 山口県立下松工業高等学校田布施分校を設置。
- 1984年（昭和59年）4月 -  山口県立田布施工業高等学校として独立。

田布施農工高等学校
- 2010年（平成22年）4月 - 田布施農業高等学校および田布施工業高等学校の募集を停止、統合し、田布施農工高等学校開校。
- 2018年（平成30年）4月 ‐ 環境土木科を都市緑地科に学科改編。

## 有名な卒業生
- 松村邦洋（お笑いタレント）（田布施農業高校）
- 河本育之（元プロ野球選手・投手、ロッテ・巨人など）（田布施工業高校）